# Sweet and lowdown
Sweet and Lowdown (Dulce y melancólico, Acordes y desacuerdos o El gran amante) es una película de Woody Allen estrenada en 1999. Basada parcialmente en la película de Federico Fellini La Strada, la película cuenta la historia ficticia, ambientada en los años 30, del guitarrista de jazz Emmet Ray (interpretado por Sean Penn), quien se enamora de una mujer muda (Samantha Morton). La película también está protagonizada por Uma Thurman y Anthony LaPaglia. Al igual que otras películas de Allen (por ejemplo, Zelig), la película se interrumpe ocasionalmente con entrevistas a críticos y biógrafos como Allen, Nat Hentoff, Daniel Okrent y Douglas McGrath, que comentan la trama de la película como si los personajes fueran personas reales.
La película recibió críticas generalmente positivas tras su estreno, y Penn y Morton fueron nominados al Oscar al Mejor Actor y a la Mejor Actriz de Reparto, respectivamente. La música original es de Dick Hyman, y la película incluye canciones de jazz del propio Reinhardt.

## Acerca del título en español
Sweet and Lowdown es conocida en el área hispanohablante con diversos nombres, algo inusual en los filmes de Woody Allen en la región. En algunos países de Hispanoamérica, como Chile, se estrenó con el título de Dulce y melancólico. En otros, como el Perú y México, se le conoce como El gran amante. En España se tituló Acordes y desacuerdos.

## Argumento
Emmet Ray es un guitarrista de jazz que alcanzó cierta fama en la década de 1930 con un puñado de grabaciones para RCA Victor, pero que desapareció de la escena pública en circunstancias misteriosas. Aunque es un músico de talento, la vida personal de Ray es un caos. Es un derrochador, mujeriego y chulo que cree que enamorarse arruinará su carrera musical. Debido a su consumo excesivo de alcohol, a menudo llega tarde o incluso se ausenta de las actuaciones con su quinteto. Después de la música, sus aficiones favoritas son disparar a las ratas en los vertederos y observar el paso de los trenes. Ray idolatra al famoso guitarrista Django Reinhardt, y se dice que se desmayó en su presencia y que huyó de una actuación en un club nocturno con mucho miedo escénico al oír el falso rumor de que Reinhardt estaba entre el público. 
En una cita doble con su batería, Ray conoce a Hattie, una lavandera tímida y muda. Tras superar algunas frustraciones iniciales debidas a las dificultades de comunicación, Ray y Hattie entablan una relación afectuosa y estrecha. Ella le acompaña en un viaje a Hollywood, donde actúa en un cortometraje; Hattie es descubierta por un director y disfruta de una breve carrera en la pantalla. Sin embargo, Ray está convencido de que un músico de su talla nunca debe establecerse con una sola mujer. Por capricho, Ray se casa con Blanche Williams, de la alta sociedad. Sin embargo, Blanche ve a Ray principalmente como un colorido ejemplo de la vida de clase baja y una fuente de inspiración para sus escritos literarios. Le cuenta que Ray sufre pesadillas y que grita el nombre de Hattie mientras duerme.
Cuando Blanche le engaña con el mafioso Al Torrio, Ray la abandona y busca a Hattie. Piensa que ella volverá con él, pero descubre que está felizmente casada y formando una familia. Después, en una cita con una nueva mujer, un abatido Ray toca una melodía que Hattie adoraba y, a continuación, destroza su guitarra y repite con desaliento la frase "¡Cometí un error!" mientras su cita le abandona. Woody Allen y el resto de expertos del documental comentan que las últimas composiciones de Ray eran legendarias, alcanzando por fin la calidad de las de Reinhardt. 

## Reparto
- Sean Penn como Emmet Ray.
- Samantha Morton como Hattie.
- Anthony LaPaglia como Al Torrio.
- Uma Thurman como Blanche Williams.
- James Urbaniak como Henry.
- John Waters como Sr. Haynes.
- Gretchen Mol como Ellie.
- Denis O'Hare como Jake.
- Molly Price como Ann.
- Brian Markinson como Bill Shields.
- Tony Darrow como Ben.
- Daniel Okrent como A.J. Pickman.
- Brad Garrett como Joe Bedloe.
- Woody Allen como él mismo.
- Ben Duncan como él mismo.
- Nat Hentoff como él mismo.
- Douglas McGrath como él mismo.
- Kaili Vernoff como Gracie.